# Symfonische Dalí
Symfonische Dalí is een compositie van de Finse componist Uljas Pulkkis voor orkest.

## Compositie
Het werk is gecomponeerd als een soort Schilderijen van een tentoonstelling, maar dan op basis van kunst uit de 20e eeuw van Salvador Dalí met muziek van de 21e eeuw. De muziek is in vergelijking tot die van Enchanted Garden opmerkelijk lyrisch en klassiek van aard (neoclassicisme). Het werk bestaat uit drie delen:
1. The Colossus of Rhodes; (ongeveer 12 minuten)
2. Shades of Night Decending (ongeveer 11 minuten)
3. Dawn (ongeveer 13 minuten).

(NB; de link van Rhodes betreft het artikel over het beeld, niet naar het schilderij)

### The Colossus of Rhodes
De compositie begint met een fanfareachtige opening; grootse muziek om het beeld uit te drukken; daarnaast zijn er dan de ijle klanken voor het verbeelding van de typische lucht van het Middellandse Zeegebied. Dit deel kan ook apart uitgevoerd worden.

### Shades
Schimmige ijle muziek; af en toe romantisch.

### Dawn
De muziek sleept zich massief voort, vanuit de laagste registers van de muziekinstrumenten komt langzaam het geheel op gang, maar blijft voornamelijk in vaagheid hangen, af en toe afgewisseld met een lichtstraaltje door toepassing van de houten blaasinstrumenten. De klokken uit , die in Enchanted Garden schemering en dageraad aankondigen klinken hier ook.

## Bron en discografie
- Onder meer uitgave Bis Records; Stavanger Symfonie Orkest o.l.v. Susanna Mälkki